# 卢氏县军用机场
卢氏县军用机场是中华民国于抗日战争时期在河南省卢氏县城西部（现中华人民共和国河南省三门峡市卢氏县洛神公园和卢氏县农场）建造的一个军用机场。1937年夏天开始修建，1938年6月竣工。军用机场是中美空军联合对日作战的重要空军基地，在豫西鄂北会战中发挥了重要的作用。1945年5月20日，日军攻打卢氏，凌晨2时从照村渡过洛河，3时占据飞机场并摧毁机场设施，然后在附近潜伏，制造了卢氏惨案。抗日战争胜利后，军用机场被废弃。中华人民共和国成立后，政府在此地创建了卢氏县农场和洛神公园。